# Hessita
L'hessita és un mineral de la classe dels sulfurs. Va rebre el seu nom l'any 1843 per Frobel en honor del químic suís Germain Henri Hess (1802-1850).

## Característiques
L'hessita és un sulfur d'argent, químicament un tel·lurur, de color gris plom amb tons blavosos o negres. Cristal·litza en el sistema monoclínic. El seu hàbit acostuma a ser cristalls pseudocúbics, altament modificats i, generalment, irregularment desenvolupats i distorsionats a 1,7 cm. També se'n troba de manera massiva, compacte o de gra fi. Per sobre dels 155° inverteix a forma cúbica i en refredar-se per sota d'aquesta temperatura s'hi desenvolupen làmines. La seva duresa oscil·la entre 2 i 3 a l'escala de Mohs.
Segons la classificació de Nickel-Strunz, l'hessita pertany a «02.BA: sulfurs metàl·lics amb proporció M:S > 1:1 (principalment 2:1) amb coure, plata i/o or» juntament amb els següents minerals: calcocita, djurleita, geerita, roxbyita, anilita, digenita, bornita, bellidoita, berzelianita, athabascaïta, umangita, rickardita, weissita, acantita, mckinstryita, stromeyerita, jalpaïta, selenojalpaïta, eucairita, aguilarita, naumannita, cervel·leïta, chenguodaita, henryita, stützita, argirodita, canfieldita, putzita, fischesserita, penzhinita, petrovskaïta, petzita, uytenbogaardtita, bezsmertnovita, bilibinskita i bogdanovita.

## Formació i jaciments
Es forma en filons hidrotermals de mitjana i baixa temperatura; també en petites quantitats en alguns dipòsits massius de pirita. Se'n pot trobar juntament amb altres espècies, com calaverita, silvanita, altaïta, petzita, empressita, rickardita, or, tel·luri, pirita, galena, tetraedrita o calcopirita.